# Шипицыно (Венгеровский район)
Шипи́цыно — село в Венгеровском районе Новосибирской области России. Административный центр Шипицынского сельсовета.

## География
Площадь села — 62 гектара.

## Население
| 2002 | 2007 | 2010 |
| ---- | ---- | ---- |
| 629  | ↘466 | ↘405 |

## Инфраструктура
В селе по данным на 2007 год функционируют 1 учреждение здравоохранения, 1 образовательное учреждение.